# Атчисон (Канзас)
Атчисон (англ. Atchison) — город и административный центр округа Атчисон, штат Канзас, США. По данным переписи 2020 года, население города составляло 10 885 человек.

## История
До появления города данные территории населяли индейцы Канза. Атчинсон был основан 20 июля 1854 года выходцами из города Платт-Сити, штат Миссури, который назвали его в честь сенатора от штата Миссури Дэвида Райса Атчисона. Среди первых поселенцев Атчисона были бенедиктинцы, основавшие там аббатство святого Бенедикта в 1858 году и монастырь святой Схоластики в 1863 году, а также игравшие важную роль в культурном, религиозном и образовательном развитии города в последующие годы. Созданный также ими Бенедиктинский гуманитарный колледж по состоянию на 2024 год занимаем 8 место в рейтинге лучших колледжей Среднего Запада.
Атчинсон получил статус города 12 февраля 1858 года, а 10 апреля того же года в нём было открыто первое почтовое отделение. В течение многих лет Атчисон был одним из центров торговли по реке Миссури. 11 февраля 1859 года стартовало строительство железной дороги «Atchison, Topeka and Santa Fe Railway», которая должна была соединить Атчисон, ставший её восточной конечной остановки, и Топика с Санта-Фе. Из-за начавшейся Гражданской войны в США строительство было завершено только к 1872 году. В 1944 году в фильме «Девушки Харви» Джуди Гарленд исполнила песню «On the Atchison, Topeka and the Santa Fe», прославлявшую местную железную дорогу, которая была удостоена премии «Оскар» за лучшую песню к фильму.
В годы Гражданской войны в Атчисоне было организовано три роты ополчения, члены которых записались в полки Канзаса. В начале сентября 1861 года в городе было сформировано ополчение для его защиты в случае вторжения из Миссури. Во время войны Атчисон также был опорным пунктом многочисленных банд джейхокеров. Период с 1870 по 1900 год был наиболее бурным в экономическом развитии Атчисона, когда в городе появились крупные промышленные предприятия (зерновое и мукомольное производство, лесоматериалы и обрабатывающая промышленность) и активно развивалась коммерческая среда. В то же время Атчисон стал одним из первых банковских центров в штате. Уроженцами Атчисона стали три губернатора Канзаса — Джордж В. Глик (1827—1911), Джон Мартин (1839—1889) и Уиллис Джей Бейли (1854—1932). В 1897 году в городе родилась Амелия Эрхарт, ставшая первой женщиной-пилотом, перелетевшей Атлантический океан.
В Национальный реестр исторических мест США включены более 20 объектов из Атчисона, среди которых дом-музей Амелияи Эрхарт, здание окружного суда (1896), городское почтовое отделение (1875), часовня Кэмпбелла (1878), баптистская церковь Эбенезера (1911—1923), католическая церковь Святого Патрика (1866), епископальная церковь святой Троицы (1866) и бенедиктинский монастырь сестёр святой Схоластика (1863).
- Городское почтовое отделение
- Дом-музей Амелии Эрхарт
- Часовня Кэмпбелла

## География
Атчисон расположен на западном берегу реки Миссури, которая также является границей между Канзасом и Миссури. По данным Бюро переписи населения США, общая площадь города составляет 21,47 км².
Согласно классификации климата Кёппена, Атчисон относится к зонам влажного континентального климата с жарким летом и влажного субтропического климата. В течение года температура в городе колеблется от среднего минимума −7,6 °C в январе до среднего максимума 30,9 °C в июле. В среднем за год на территории города выпадает около 924 мм осадков, при этом большая их доля приходится на май, июнь и июль.

## Демография
По переписи 2010 года, общая численность населения составила 10 885 человек. Плотность населения составляет 524,5 человека на км².
Распределение населения по расовому признаку:
- белые — 82,33 %
- афроамериканцы — 6,84 %
- латиноамериканцы — 4,69 %[17]
- азиаты — 0,71 %
- коренные народы США — 0,55 %
- выходцы с тихоокеанских островов — 0,06 % и др[18].